# Médicos Unidos
Médicos Unidos es una organización no gubernamental venezolana fundada en 2014. La organización tiene como objetivo informar sobre la falta de insumos médicos en los centros de salud de Venezuela y exigir mejoras laborales del sector. 

## Historia
Médicos Unidos fue fundada en Venezuela en 2014 y registrada con la personalidad jurídica de asociación civil en 2016. Su director ejecutivo ha sido Jaime Lorenzo, médico cirujano especializado en administración de hospitales y que trabajó por más de treinta años en el Hospital Periférico de Catia, en el oeste de Caracas.
Durante la pandemia de COVID-19 en Venezuela, Médicos Unidos registró las cifras de trabajadores de la salud fallecidos por el virus en el país, y estableció una alianza con la delegación de la Unión Europea para entregar al menos 4.983 kits de bioseguridad al personal de nueve hospitales en Caracas y el estado Miranda con el objetivo de ofrecer mejor protección contra el virus. La organización también alertó que para 2022 el 92% de los ambulatorios de Misión Barrio Adentro estaban cerrados, y en 2024 le pidió a las autoridades vigilancia ante sobre la posible llegada de la viruela símica a Venezuela.
Médicos Unidos cuenta con más de 20 capítulos en Venezuela y con representación en al menos catorce países: Argentina, Brasil, Canadá, Chile, Colombia, Ecuador, España, Estados Unidos, Francia, Panamá, Países Bajos, Perú, Suiza, Uruguay.